# Kriket na Letních olympijských hrách 1900
Turnaj v kriketu na Letních olympijských hrách 1900 byl jedinou oficiální soutěží tohoto sportu v rámci olympijských her. Na Letních olympijských hrách 1900 proběhl 19. a 20. srpna jeden zápas týmů reprezentujících Velkou Británii a Francii, z něhož vzešel olympijským vítěz – britský tým. Za Velkou Británii hráli hráči z klubu Devon and Somerset Wanderers, francouzské družstvo Union des Sociétés Françaises de Sports Athlétiques bylo složeno především z Britů žijících v Paříži.
Na programu bylo kriketové klasické, tedy vícedenní utkání se čtyřmi potenciálními směnami (inningsy). Zvláštností však byl počet hráčů (12), oba týmy tedy hrály s 11 wickety (brankami). Časový limit zápasu byl jen dva dny (přitom vícedenní kriket obvykle trvá v rozsahu 4–5 dní). Tým Velké Británie v 1. směně získal 117 přeběhů, Francie pak odpověděla 78. Ve 2. inningsu zapsali Britové 145 přeběhů ku pěti ztraceným brankám a pustili Francii zpět na pálku. Francie potřebovala tedy 185 k výhře, ale po ztrátě 10 branek měla na kontě pouhých 11 přeběhů. Pak se snažili utkání dobránit k remíze, ale pouze 5 minut před koncem druhého a posledního hracího dne získala Británie i poslední branku a vyhrála celý zápas o 158 přeběhů. Utkání se hrálo za minimální pozornosti diváků i velkých novin. Oficiální tehdejší olympijská brožura popisovala kriket jako „obskurní sport jen pro zasvěcence“.
Kriket byl zvažován i pro program Her I. olympiády v Aténách 1896 či pro Londýn 1908, ale nikdy se nesešel dostatečný počet účastníků. Začátkem 21. století proběhly určité spekulace o budoucím zařazení kriketu zpět na LOH prostřednictvím nového rychlého formátu hry Twenty 20 (zápas zde trvá asi tři hodiny).

## Medailisté
| Zlato | Stříbro | Bronz     |
| --- | --- | --------- |
| Devon and Somerset Wanderers · Velká Británie (GBR) · C. B. K. Beachcroft (kapitán) · Arthur Birkett · Alfred Bowerman · George Buckley · Francis Burchell · Frederick Christian · Harry Corner · Frederick Cuming · William Donne · Alfred Powlesland · John Symes · Montagu Toller | Union des Sociétés Françaises de Sports Athlétiques · Francie (FRA) · William Anderson · William Attrill · J. Braid · W. Browning · Robert Horne · Timothée Jordan · Arthur MacEvoy · Douglas Robinson · F. Roques · Arthur Schneidau · Henry Terry · Philip Tomalin (kapitán) | neudělena |